# Adenocarpus battandieri
Adenocarpus battandieri là một loài thực vật có hoa trong họ Đậu. Loài này được (Maire) Talavera miêu tả khoa học đầu tiên năm 1999.